# Stazione di Bitonto Santi Medici
La stazione di Bitonto Santi Medici è una stazione ferroviaria gestita dalla Ferrotramviaria ubicata nella zona dei Santi Medici a Bitonto. È posta sulla linea per Barletta. Inoltre è percorsa anche dalla linea FM2 del servizio ferroviario metropolitano di Bari.